# Sandakan War Memorial

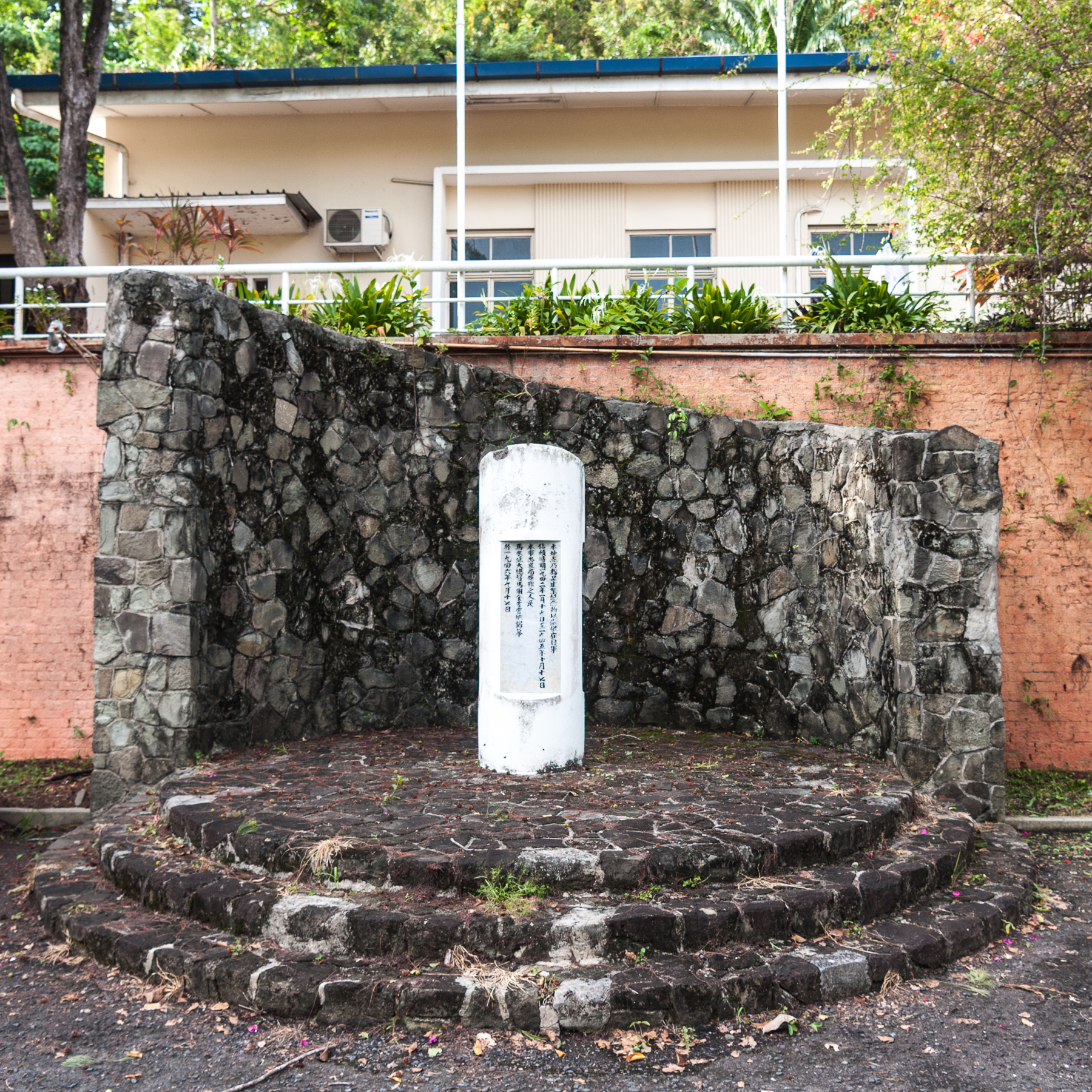
Das originale Sandakan War Memorial von 1946

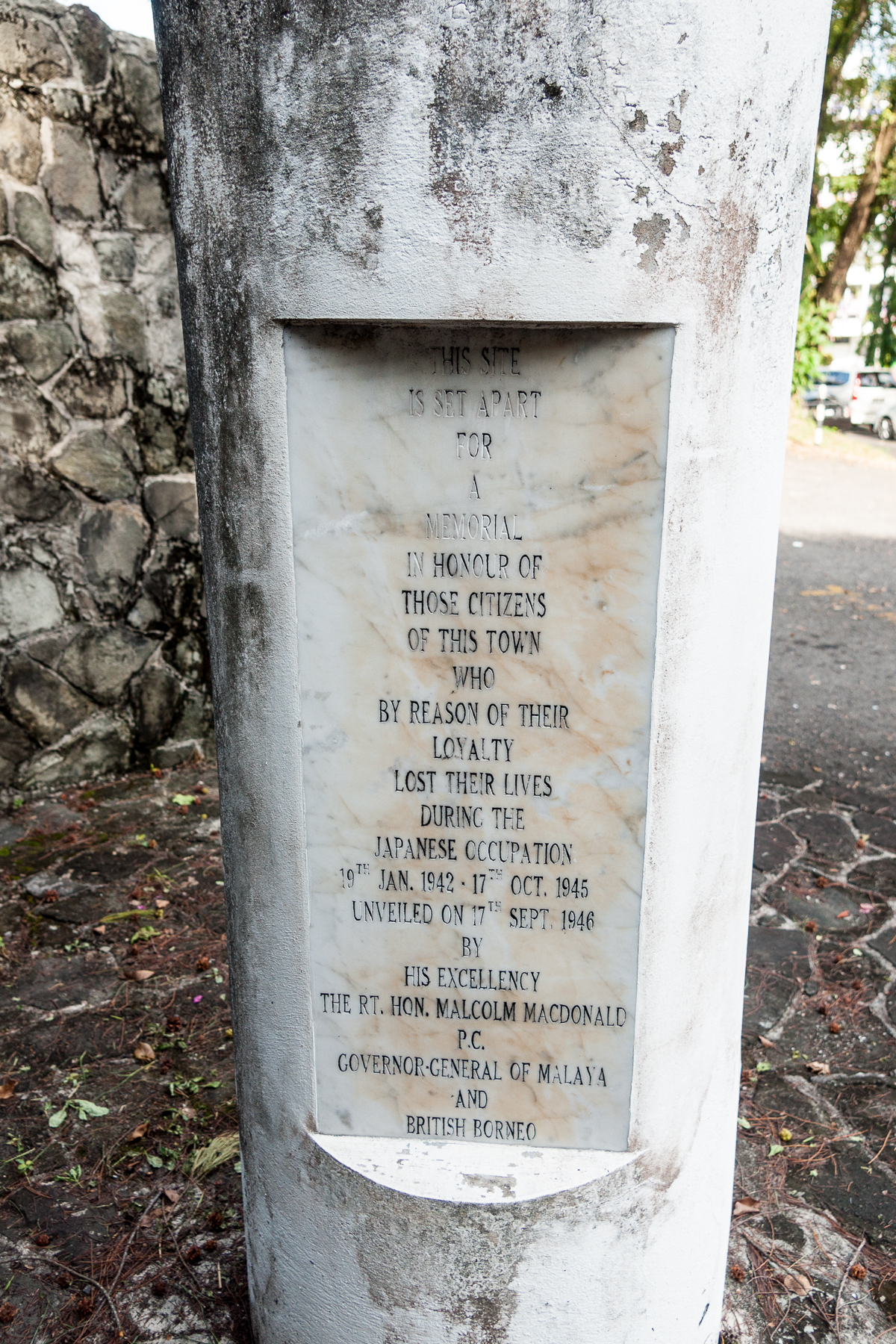
Rückseite der Stele

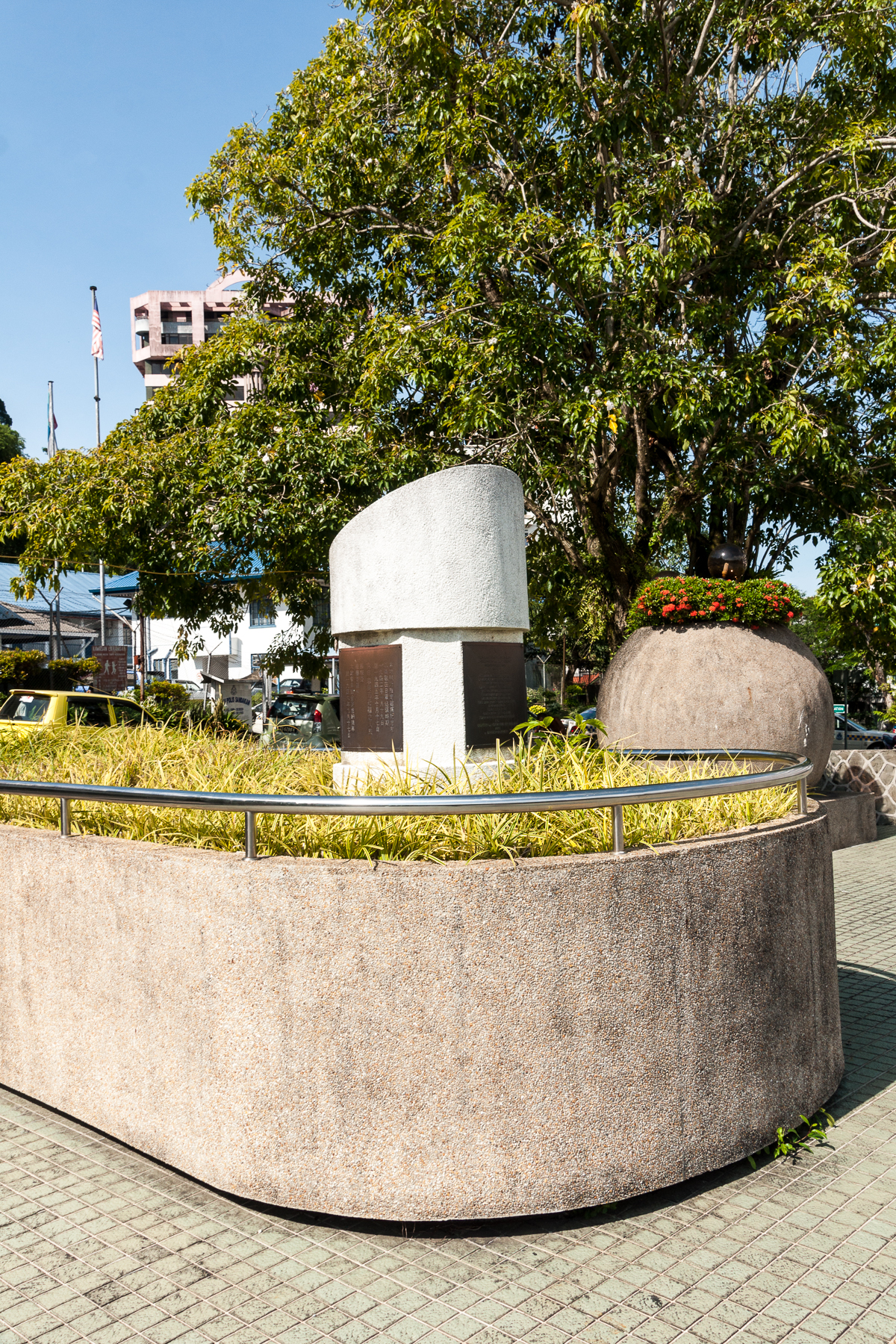
Die neue Form des Denkmals

Das Sandakan War Memorial (deutsch Weltkriegsdenkmal Sandakan) ist ein Denkmal in der malaysischen Stadt Sandakan im Bundesstaat Sabah, das an die Opfer des Zweiten Weltkriegs erinnert. Das Denkmal ist Teil des Sandakan Heritage Trails, einem „Denkmalpfad“, der die historischen Sehenswürdigkeiten Sandakans verbindet.

## Beschreibung des Denkmals
Das Denkmal existiert in zwei Ausführungen. Das Original, eine Stele aus Marmor ist vor dem Gerichtsgebäude (Sandakan High Court) platziert. Es trägt eine Inschrift in den Sprachen Chinesisch (Vorderseite) und Englisch (Rückseite). Die englische Inschrift lautet:
This Site

Is Set Apart

For

A

Memorial

In Honour Of

Those Citizens

Of This Town

Who

By Reason Of Their

Loyalty

Lost Their Lives

During The

Japanese Occupation

19th Jan. 1942 – 17th Oct. 1945

Unveiled on 17th Sept. 1946

By

His Excellency

The Rt. Hon. Malcolm MacDonald

P.C.

Governor-General Of Malaya

And

British Borneo
Die neuere Version steht nur wenige Dutzend Meter entfernt auf dem MPS-Square. Die Metallplatte dieses Replikats ist mit einer identischen Inschrift versehen.

## Aufstellungsort
Die Tatsache, dass zwei Versionen des Denkmals existieren, ist der Aufwertung des MPS-Square, also den Platz vor dem District Office, zu einem repräsentativen Ort der Erinnerung geschuldet.
Im Rahmen der Umgestaltung des ehemaligen Hockeyfeldes zum „MPS Square“ wurde eine Zusammenlegung der wichtigsten Denkmale der Stadt durchgeführt. Während die zwei Denkmale William Pryer Memorial und Chartered Company Memorial für die Pionierzeit der Stadt stehen erinnern das Sandakan War Memorial und das Sandakan Liberation Monument an die Opfer und Leiden der japanischen Besatzungszeit.